# Рабенди (Островський повіт)
Рабенди (пол. Rabędy) — село в Польщі, у гміні Старий Люботинь Островського повіту Мазовецького воєводства.
Населення — 80 осіб (2011).
У 1975-1998 роках село належало до Остроленцького воєводства.

## Демографія
Демографічна структура станом на 31 березня 2011 року:
|          | Загалом | Допрацездатний вік | Працездатний вік | Постпрацездатний вік |
| -------- | ------- | ------------------ | ---------------- | -------------------- |
| Чоловіки | 39      | 10                 | 22               | 7                    |
| Жінки    | 41      | 8                  | 25               | 8                    |
| Разом    | 80      | 18                 | 47               | 15                   |